# Žádovice
Žádovice település Csehországban, Hodoníni járásban. Žádovice Ježov, Hýsly, Kelčany és Vracov településekkel határos. Lakosainak száma 731 fő (2024. január 1.).

## Népesség
A település lakosságának változását az alábbi diagram mutatja:
| Lakosok száma | 666  | 846  | 994  | 999  | 863  | 742  | 756  | 749  | 702  | 731  |
|               | 1869 | 1900 | 1921 | 1961 | 1980 | 2011 | 2016 | 2019 | 2021 | 2024 |